# Калужская наступательная операция
Калу́жская наступательная операция — фронтовая наступательная операция войск левого крыла Западного фронта в составе 49-й, 50-й и 10-й армий, проведённая с 17 декабря 1940 по 5 января 1942 года. Часть Московской наступательной операции.

## Цель операции
Целью операции было разгромить противостоявшие силы 2-й танковой и 4-й армии группы армий «Центр» и развивать наступление на города Калуга, Лихвин, Сухиничи.

## Ход операции
Севернее Тулы 49-я армия генерала Захаркина перешла в наступление 14 декабря. Разгромив группировку правофланговых соединений 4-й полевой армии вермахта, действовавшую на восточном берегу Оки, 17 декабря освободила Алексин. Одновременно развертывалось наступление на Тарусском направлении. Преодолев Оку, войска генерала Захаркина 18 декабря завязали бои на окраинах Тарусы.
В результате советского контрнаступления под Тулой целостность построения 2-й танковой армии Гейнца Гудериана была утрачена: основные силы армии отходили в юго-западном направлении на Орёл, в то время как левофланговый 53-й армейский корпус отходил в западном направлении. К вечеру 17 декабря разрыв между ними достиг 30 км.
По приказу командующего Западным фронтом Г. К. Жукова в составе 50-й армии была создана подвижная группа под командованием заместителя командующего армией генерал-майора В. С. Попова. Операция началась в ночь с 17 на 18 декабря 1941 года. Не ввязываясь в бои с противником, группа Попова (154-я стрелковая, 112-я танковая и 31-я кавалерийская дивизии, две батареи гвардейского миномётного дивизиона, огнемётно-фугасная рота, Тульский рабочий полк, отдельный танковый батальон и некоторые другие соединения) к исходу 20 декабря скрытно вышла к Калуге с юга.
Утром 21 декабря она захватила мост через р. Оку, ворвалась в Калугу и завязала уличные бои с гарнизоном города (137-я пехотная дивизия, части 20-й танковой дивизии). Завязались ожесточенные бои, грозившие полным разгромом подвижной группе. 258-я стрелковая дивизия 50-й армии, обеспечивая манёвр подвижной группы, встретила сопротивление 31-й немецкой пехотной дивизии в районе с. Титово.
Тем не менее, к 23 декабря 1941 года к Калуге смогли подойти основные силы 50-й армии. 1-й гвардейский кавалерийский корпус вышел к Одоеву южнее Калуги. Немецкие части, сражавшиеся на шоссе Калуга — Тула, оказались глубоко охвачены с юга. На рассвете 30 декабря 1941 года советские войска штурмом овладели вокзалом, который был превращён немцами в крепость и являлся центром обороны. Калуга была освобождена 30 декабря.
В период с 1 по 6 января 1942 года войска 49-й и 50-й армий, 1-го гвардейского кавалерийского корпуса вели бои с войсками 4-й армии противника, сосредоточенными в районе Юхнов — Кондрово. 50-я армия до 6 января вела соединениями правого фланга безуспешные бои за населенный пункт и узловую железнодорожную станцию Тихонова Пустынь. Левофланговые соединения 50-й армии продвинулись в направлении на Юхнов на 15 — 25 км, однако 6 января были остановлены противником, перебросившим в район города Юхнов танковую дивизию. 49-я армия в первых числах января вела ожесточенные бои восточнее участка железной дороги Малоярославец — Калуга, вышла на рубеж Детчино, который освободила 9 января.

…Решительным маневрированием подвижными группами командование фронта сумело быстро и эффективно овладеть крупным опорным пунктом и узлом дорог — городом Калуга. Вместо оттеснения к Калуге оборонявшихся перед фронтом 49-й и 50-й армий войск противника на город был брошена подвижная группа, которая сразу же перевела сражение за город в фазу уличных боев. Наступление корпуса П. А. Белова на Одоево позволило вывести в обход Калуги основные силы армии И. В. Болдина. В результате наступления 50-й армии и 1-го гвардейского кавалерийского корпуса разрыв между 4-й армией и 2-й танковой армией был расширен, и на этом направлении в бой было введено крупное подвижное соединение. Советские войска не позволили задержать себя на рубеже крупной водной преграды — р. Оки— Исаев А. В: «Краткий курс истории ВОВ. Наступление маршала Шапошникова» .

## Итоги операции
В результате операции советские войска нанесли поражение противнику и продвинулись на 120—130 км, освободили города Калугу, Белёв и Козельск, вышли на рубежи восточнее ст. Тихонова Пустынь, Железцово, Порослицы, Зубово, Фроловское, Сухиничи, Волконское и Белёв. Калужская наступательная операция завершилась 5 января.

## Медиафайлы
- Калужская наступательная операция на YouTube